# Lord of the Dance

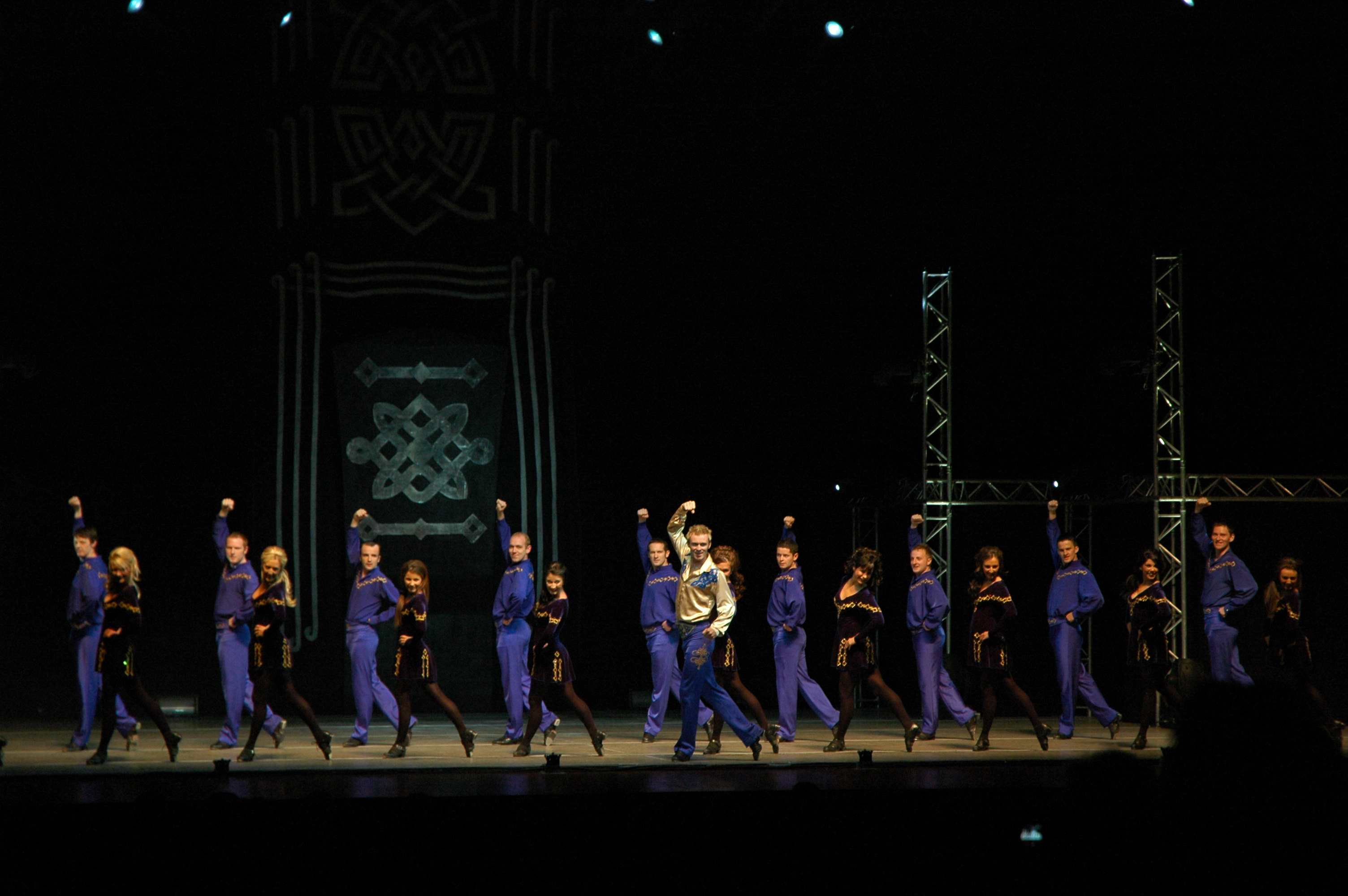
Перший акт дійства

«Lord of the Dance» (укр. Повелитель Танцю) — це музично-танцювальне театралізоване шоу, яке складається з традиційних ірландських танців. Автор ідеї та хореограф-постановник Майкл Флетлі зреалізував свої самостійницькі творчі помисли в 1996 році при музичній підтримці аранжувальника Ронана Гардімана.

## Історія

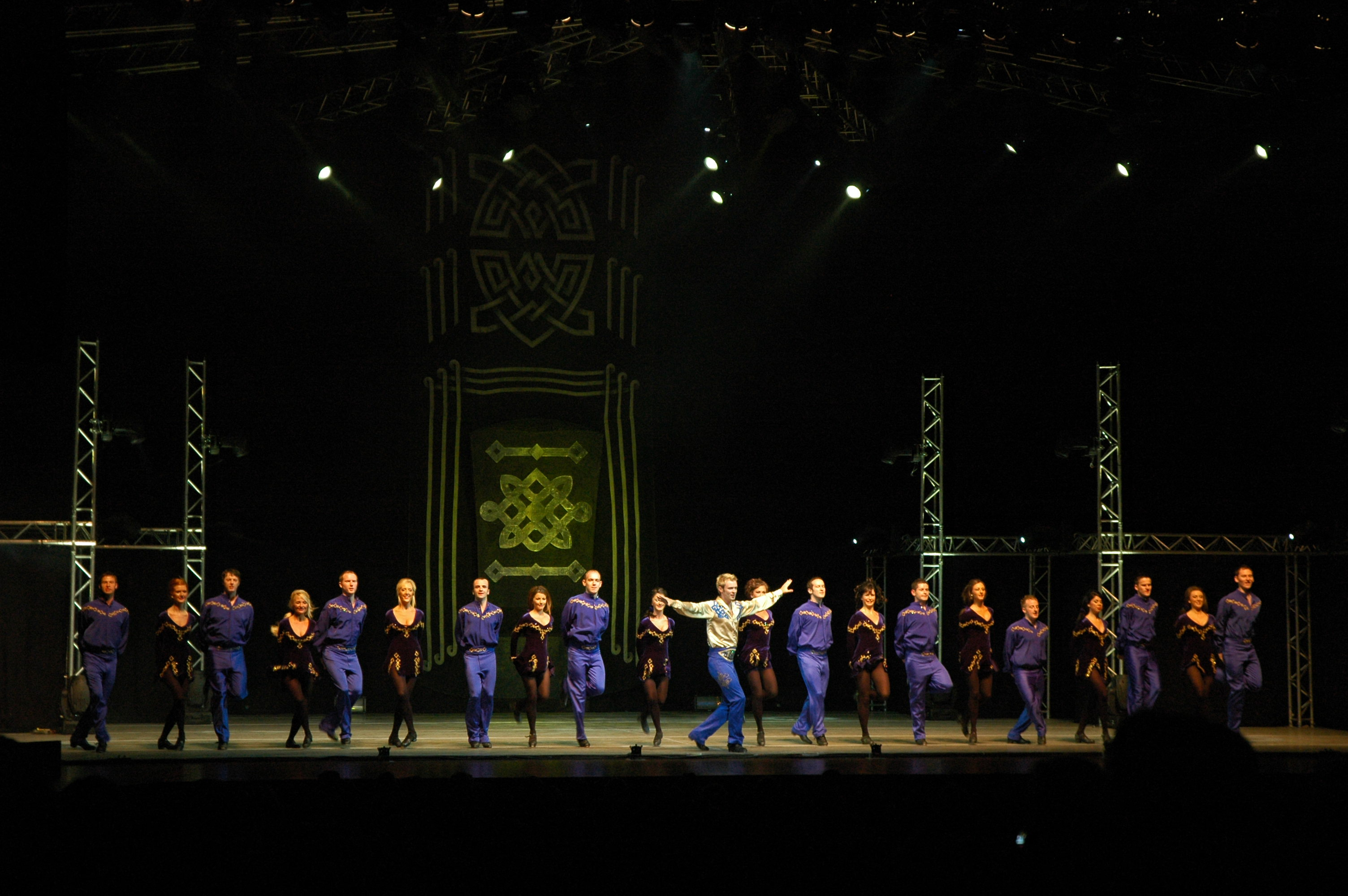
Перший акт дійства

В Ірландії, саме в її культурі, визначальним явищем є танки та забави під національні етнічні мотиви. Водночас острів'яни, зберігши в собі численні кельтські мотиви та особливості, увібрали й елементи й інших культур — таким чином і постала самобутня кельтська танцювальна школа.
Так історично склалося, що через постійні утиски англійської метрополії чимало ірландців змушені були шукати засобів для порятунку сім'ї та свого існування за межами свого краю. Але й там, на чужині вони гуртувалися та зберігали свої етнічні особливості, а їх пісні та танці — стали основним засобом та маркером їхньої етнічної приналежності. Відтак, з століття за століттям, ірландці зберігали свої етнічні особливості, саме через призму культурних явищ: а ірландський танець став головним чинником, що уже кожна діаспорянська громада мала своїх вправних танцівників і співаків, які репрезентували їх на спільних ірландських фестивалях та святах (особливо в День святого Патріка та на Геловін).
Займатися мистецтвом танців в Ірландії починають з п'яти-шести років, і найбільш здатні до вісімнадцяти виходять на професійну сцену. Мало хто з танцюристів залишається на сцені до зрілого віку — ірланскі танці вважаються фізично складною дисципліною, особливо через великі навантаження на скелет. І тим, хто зробив їх своєю професією, необхідно поєднувати ідеальну фізичну підготовку з витонченим умінням, навичкою, яка виробляється роками. За допомогою танцю акторові вдається дуже ефектно передати всю гаму почуттів — пристрасть і ревнощі, любов і ненависть. Це стає можливим не тільки за рахунок експресії танцюристів, а й завдяки широкому вибору інструментів, коли ритмічний степ раптово змінюється майже балетними па..
Ірландський танець у його сучасному вигляді придбав масову популярність в дев'яності роки ХХ століття. У його основі лежать такі традиційні види, як степ, джига, ріл і хорнпайп, які поєднуються з елементами балету та сучасної хореографії. Характерною особливістю ірландського танцю є те, що він виконується на напівпальцах, верхня частина тулуба, при цьому, залишається нерухома, а руки завжди опущені.

### Передумови
Наприкінці ХХ-го століття, коли світова спільнота уже втратила інтерес до розрекламованої англійськогої та американської культурної експансії, на видноколі все частіше почали проскакувати поодинокі представники інших національних культур та середовищ. Одним із таких явищ стала поява й надмірна увага до ірландської культури, а саме до їх пісень і танцю. Адже їх визначальним чинником стали наскрізні національні елементи: в одязі, манері співу та танцювальних рухах. Якщо спершу це були поодинокі запозичення, якими послуговувалися розрекламовані співаки та оранжувальники. То, поготів, уже цілі колективи ірландських гуртів та співаків ставали популярними у світових масштабах. А наростаючий вплив ЗМІ ще більше популяризував ірландську культуру.
Одним із таких випадків стала участь ірландського танцювального колективу в європейському співочому шоу — Євробачення. Від початків заснування Пісенного конкурсу Євробачення чимало ірландських виконавців перемагало в ньому та були призерами. Та весною 1994 року, 39-у конкурсу кращих співаків Європи судилося стати промоцією нової ери ірландського танцю: під час фіналу в антракті виступив нещодавно сформований колектив «Riverdance» зі своєю етнічно-танцювальною програмою, яка вразила всіх глядачів конкурсу. Враженні 7-хвилинним виступом ірландських танцівників, світові проумотери запрошували їх на виступи на своїх концертних майданчиках по всьому світу.
Одним із героїв того виступу й майбутнього уже шоу був американський танцівник ірландського походження — Майкл Флетлі. Ірландець, народжений в Америці, з дитинства виступав на різних тамтешніх підмостках, а потім захопив своїми запальними танцями й саму Ірландію, стаючи багаторазовим переможцем головного конкурсу ірландських танцівників. Тож головну роль у презентації свого етносу було доручено Флетлі, з якою той успішно впорався: як танцюючи так і ставлячи хореографію колективу.
Неймовірний успіх, мало кому відомих, танцівників: гастролі в найпрестижніших концертних майданчиках світу, інтерв'ю, фотосесії сколихнув всю країну. Невдовзі слава трансформувалася в надмірну самовпевненість окремих представників колективу (вони зупинилися у своєму зрості) тоді як Флетлі, в очікуванні нового, прагнув розкрити свій талан на батьківщині. Схвильований творчою кризою та фінансовими маніпуляціями очільників проекту, Майкл почав конфліктувати із продюсером та співавтором Майєю Доґерті. Впливова світська левиця постійно вмішувалася в творчі та сценічні перипетії уже самого шоу, так затягнулися фінансові перемовини, норовиста мультимільойнерак розірвала угоду з танцівником — за кілька днів до великої, повноцінної прем'єри шоу, яке готував Майкл впродовж майже року. Флетлі втратив колектив та не полишив справу, про яку мріяв, задля втілення свого нового проекту та бачення ірландського національного танцю.

### Ідея та формування трупи
Ще в молодості, виступаючи з «Green Fields of America» та «The Chieftains», Майкл помітив перспективи великих шоу на величезних аренах, що суттєво дисонувало із тою гастрольною камерністю, яку нав'язували продюсери «Riverdance». Тому Флетлі, перш за все, визначився з тим що його шоу буде масштабним явищем та промоцією Ірландії у світі. Відтак він підшуковував суттєвих інвесторів задля великого танцювального спектаклю зі змінними декораціями, великою трупою танцівників та світловими ефектами.
Більш як рік Майкл шукав спонсорів та працював на сценарієм. Для танцювального спектаклю ним було обрано збірну історію із різних ірландських легенд та переказів, а основою сюжету стала історія боротьби добра зі злом в стилі кельтського фольклору, з елементами фентезі. Музику до спектаклю писав Ронан Гардиман, з яким Флетлі налагодив співпрацю, ставлячи хореографію в «Riverdance». Паралельно з тим, він заснував свою власну продюсерську компанію —"Unicorn Entertainments ltd".
І вже на початку 1996 року, отримавши перші спонсорські транші, Флетлі почав проводити кастинги серед ірландських танцівників Дубліна та околиць. Тим самим він знову збурив ірландську спільноту, яка тепер була в очікуванні нового шоу від, уже перспективного, ірландського танцівника-продюсера. Кастинг у колективі Майкл проводив особисто, із декількох сотень претендентів вибирав по кфілька танцюристів. Дисципліна в колективі залізна інакше ніякої синхронності і філігранної техніки не можливо добитися. Після того як була обрана група танцівників, почалися щоденні тренування і за півроку вони уже були готові представити шоу.

### Перші виступи
28 червня 1996 року в Дубліні на підмостках «Point Theatre» відбулася прем'єра очікуваного ірландського «Повелителя танців». Майже 9 000 глядачів були в захваті від танцювальних номерів, інструментальної «дуелі скрипок» і кількох пісень (сучасних оранжувань кельтських народних пісень). Головну роль в спектаклі виконував Майкл Флетлі. Одразу по виступу, Майкл готував першу свою велику гастроль — до славнозвісного «London Coliseum». Прем'єрний дебют в Лондоні надихнув трупу на нові звершення, вони подалися мандрувати зі своїм спектаклем по всьому світу.
«Lord of the Dance» став найуспішнішим танцювальним шоу на той момент, провівши аншлагові тури по Європі і США. DVD з його записом став «платиновим» в Ірландії, Великій Британії та США, «золотим» в Канаді та Австралії; в цілому було продано 9 мільйонів копій. Фінальним визнанням став виступ Флетлі і танцівників «Lord of the Dance» на церемонії вручення премії Оскар в 1997 році.

### Гастролі
Маючи американську гастрольну практику, Майк Флетлі втілив її і у своєму проекті. Спершу він здійснив кілька гучних гастролей в Ірландії, Англії та США. Отримавши гучну пресу та позитивні відгуки, він розділив свою трупу на дві, провів додаткові кастинги й запустив свій танцювально-комерційний проект.
Дві танцювальні трупи «Lord of the Dance» гастролювали впродовж кількох років. Одна виступала в європейських країнах та частково в азійських. Інший колектив щороку представляв ірландські танці в Америці та східній Азії. Таким чином, з 1996 по 2017 рік, ними було сумарно здійснено кілька десятків тисяч виступів на різних концертних майданчиках світу.

## Шоу-перформанс

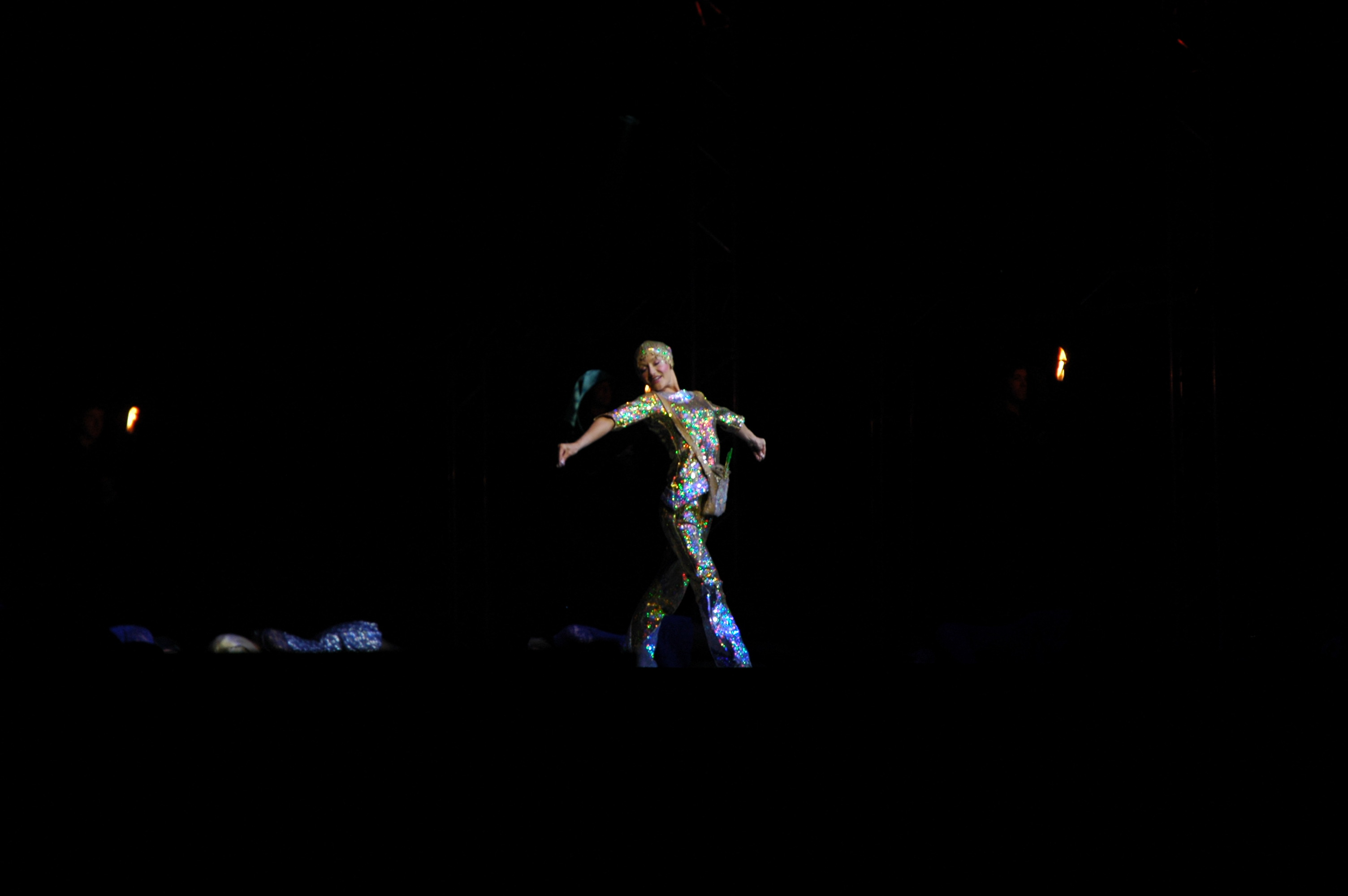
«Маленький Дух»

Номери «Lord of the Dance» об'єднані сюжетом, що представляє собою легенду в стилі фентезі, частково базується на сильно узагальнених ірландських легендах. В шоу не передбачено діалогів, і сюжетна лінія передається у вигляді інтуїтивно зрозумілих сцен, жестів і рухів персонажів, музики і танцю. Частина інформації повідомляється в проміжних піснях ірландською мовою (в європейському турі 2010 року — англійською).

### Сюжет
У світі, що є явною алюзією древньої Ірландії, править Повелитель Танцю, закоханий в прекрасну Сірші. Однак поблизу мешкає темний лорд Дон Дорха і його воїни-розбійники. Коли Маленький Дух, місцевий трикстер, випадково забрідає на їх територію, вони починають знущатися над ним і ламають його чарівну флейту. Повелитель танцю заступається за духа, заслуживши собі тим самим ворога в особі Дона Дорхи.
На святі танцю підступна спокусниця Морріган зачаровує Повелителя Танцю і заманює його, одного, без своїх воїнів, в пастку. Воїни Дона Дорхі хапають Повелителя Танцю і страчують його, а Дон Дорхі привласнює пояс Повелителя, стаючи таким чином володарем країни. Однак Маленький Дух своєю магією повертає Повелителя Танцю до життя, той вступає в поєдинок з Доном Дорхі і виганяє його. Країна святкує перемогу.

### Персонажі
В спектаклі є головний герой, а також інші дійові особи. Окрім того ще було задіяно більше десятка другорядних персонажів (артистів балету):
- Повелитель Танцю (англ. Lord of the Dance) — Майкл Флетлі
- Сірша, дівчина-ірландка (англ. Saoirse, the Irish Colleen) — Бернадетт Флінн
- Морріган-спокусниця (англ. Morrigan the Temptress) — Джилліан Норріс
- Дон Дорхі (англ. Don Dorcha) — Дейр Нолан
- Скрипальки — Мейред Несбітт и Кора Сміт
- Богиня Ерін (англ. Erin the Goddess) — Енн Баклі

### Сцени, танцювальні номери
Акт 1:
- Cry Of The Celts - Lord Of The Dance & The Clan
- Suil A Ruin - Erin The Goddess
- Celtic Dream - Saoirse & The Girls
- The Warriors - Don Dorcha & The Warriors
- Gypsy - Morrighan
- Strings Of Fire - The Violins
- Breakout - Saoirse & The Girls
- Warlords - Lord Of The Dance & The Warlords
- Gaelic Song - Erin The Goddess
- The Lord Of The Dance - Lord Of The Dance & The Clan

Акт 2
- Spirit In The New World - The Spirit
- Dangerous Game - The Spirit, Don Dorcha & The Warriors
- Hell's Kitchen - Lord Of The Dance, Don Dorcha, The Warlords & The Warriors
- Fiery Nights - Morrighan, Don Dorcha, The Warriors & Their Women
- The Lament - The Violins
- Siamsa - The Clan
- She Moved Through The Fair - Erin The Goddess
- Stolen Kiss - Saoirse, Lord Of The Dance & Morrighan
- Nightmare - Don Dorcha & The Warriors
- The Duel - Lord Of The Dance & Don Dorcha
- Victory - Lord Of The Dance & The Clan
- Planet Ireland - Lord Of The Dance & The Clan

## «Lord of the Dance» в культурі
Ірландська культура та устої не є надто відомі світовій спільноті, вони завжди були в тіні домінуючої культури сусідів — англійців. Але уже з середини ХХ=го століття про ірландців чимраз частіше починали говорити і, зазвичай, через призму культурних явищ.
Одним із факторів, що привертав увагу світу до ірландського етносу й стало музично-танцювальне шоу «Lord of the Dance». Автори якого, у свій спосіб, зуміли привідкрити частину багатогранної й давньої культури кельтів. Відрадно, що учасниками колективу й були безпосередньо ірландці. Об'їздивши чимало країн світу з десятками тисяч виступів, ці прудконогі ірландці репрезентували свою країну там сотні мільйонів людей у світі.

### Критика
Незважаючи на комерційний успіх та чималий поголос про Ірландію та її культуру, в шоу Майкл Флетлі було й чимало критиків. Спершу йому закидували поспішність і деяку авантюрність у постановці (довільне змішування ірландських танцювальних рухів та світових). Іншим не подобалася надмірна поява самого Майкла в шоу, чи не в кожному з епізодів шоу.
Насамкінець, більшість критиків зійшлися на тому: що спектакль суттєво відходить від канонів ірландських звичаєвих танців та свят, а більше схоже на голівудські чи мангетенські постановки вар'єте (з буфонадою, помпезністю декорацій та надмірною музичною складовою). Себто, автори погналися за комерційною складовою, випускаючи з уваги певні особливості народної творчості ірландців.
Додатковою перчинкою в усій критиці стали судові тяжби Майкла Флетлі з Майєю Доґерті, поголос щодо суперечок з деякими учасниками трупи та інші конфлікти пов'язані з першим ірландським танцювальним шоу. Очевидно у всіх на слуху був епізод з використання вилучених колись афіш шоу «Riverdance» з обличчям Флетлі, які той зберіг й в перші місяці гастролей «Повелителі танців» розміщав поруч зі своїми і тим самим маніпулював зацікавленістю глядачів й привертав увагу до свого шоу.
Але, пройшли роки, Майкл Флетлі успішно гастролював та ставив свої нові спектаклі й більшість фахівців зійшлися на думці, що йому вдалося привнести до звичних ірландських музичних традицій частку американського агресивного менеджменту та гастрольної культури. І тисм самим внести свою частку в популяризації Ірландії у світі, у свій спосіб.

### «Lord of the Dance» в Україні
Шоу Майкла Флетлі «Lord of the Dance» кількаразово гастролювало і в Україні: в рамках світового туру, європейська трупа презентувала своє дійство в Києві.
- 2004 рік — перші гастролі Макла Флетлі в Україні.
- 1 і 2 квітня 2011 року — на сцені Національного Палацу «Україна» пройшли весняні гастролі ірландського шоу «Lord of the Dance»[9].
- 19 квітня 2013 року — виступ європейської трупи «Lord of the Dance» в Києві[10]
- 19 листопада 2017 року — нова версія знаменитого шоу в Києві в рамках гастрольного туру на честь 20-річчя трупи[11]